# 카린 쿠사마
카린 쿠사마(Karyn Kusama, 영어 발음: /ˈkɑːrən/,1968년 3월 21일 ~ )는 미국의 영화 감독, 영화 각본가이다.

## 작품 목록

### 영화
- Sleeping Beauties (1991) - 단편 (각본 겸임)
- 걸파이트 (2000)
- 이온 플럭스 (2005)
- 죽여줘! 제니퍼 (2009)
- 비밀스러운 초대 (2015)
- XX (2017) - "Her Only Living Son" 부분 (각본 겸임)
- 디스트로이어 (2018)